# Pallenopsis arctica
Pallenopsis arctica är en havsspindelart som beskrevs av Stock, J.H. 1956. Pallenopsis arctica ingår i släktet Pallenopsis och familjen Phoxichilidiidae. Inga underarter finns listade i Catalogue of Life.